# 维克托林·哈尔迈尔
維克托林·哈爾邁爾（德語：Viktorin Hallmayer，1831年9月5日—1872年5月9日）是一位奧地利作曲家及樂隊指揮。其1857年作品《凱旋進行曲》（Marcia Trionfale）後來成為梵蒂岡城國頌歌，直到1949年被另一首曲《教宗進行曲》（Inno e Marcia Pontificale）取代為止。